# Nýdek
Nýdek (v místním nářečí a polsky Nydek, německy Niedek) je obec v okrese Frýdek-Místek v Moravskoslezském kraji. Žije zde přibližně 2 100 obyvatel. Značnou část obyvatel tvoří polská menšina. Obec je členem mikroregionu Bystřice-Nýdek a dále je členem Sdružení obcí Jablunkovska, ve kterém je sdruženo 15 obcí.
Ve vzdálenosti osm kilometrů západně leží město Třinec, patnáct kilometrů severozápadně město Český Těšín, 27 kilometrů severozápadně statutární město Karviná a 28 kilometrů severozápadně statutární město Havířov.
Sousedními obcemi na české straně jsou Vendryně, Bystřice, Hrádek a Návsí, na polské straně pak Visla a Ustroň. Rozlohou 2820 ha se řadí mezi největší obce okresu Frýdek-Místek. Nejvyšším bodem je hora Velká Čantoryje (Slezské Beskydy) – 995 metrů. Voda je z obce odváděna tokem Hluchová. Na území obce se nachází zvláště chráněné území – národní přírodní rezervace Čantoria.

## Název
Na vesnici bylo přeneseno jméno (nějakého) hradu pojmenovaného ve středověké němčině Nīdeck (zhruba "Hrot bojové zuřivosti" - šlo o běžné německé jméno ochranných hradů).

## Částí obce
Základní sídelní jednotky (ZSJ).
- Filipka
- Gora
- Hluchová
- Nýdek
- Střelmá
- Velký Sošov
- Zakameň

## Historie

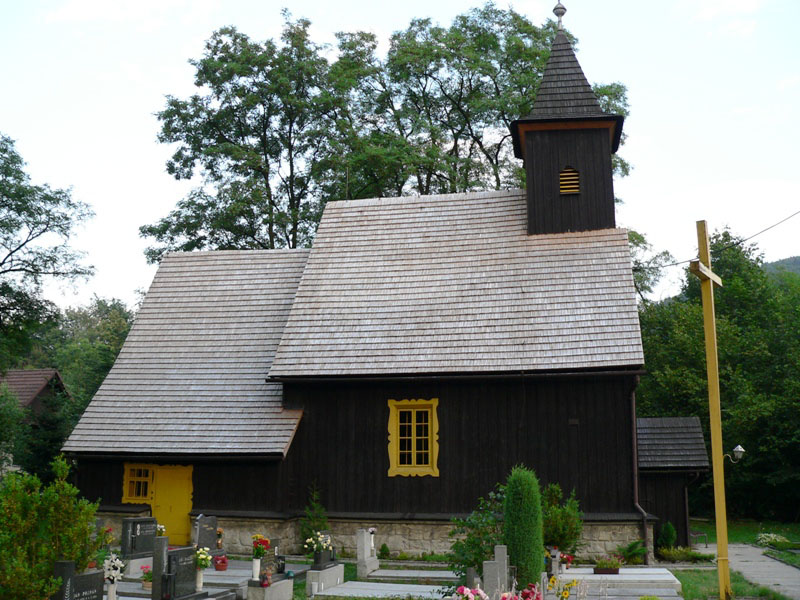
Kostel svatého Mikuláše

Pro rozvoj obce měly význam pasekářské a valašské kolonizační vlny. Počátkem osídlení byl většinou knížecí statek (Těšínské knížectví). První písemná zmínka o statku v Nýdku pochází z roku 1430, kdy kníže Boleslav I. potvrzuje, že Tičko z Logova prodal Petru Nidkovi ves Nýdek se vším příslušenstvím. Další leník Pelka z Děhylova prodal statek v roce 1458 Jiřímu z Lešné za 60 hřiven a v roce 1502 koupil Nýdek za 80 zlatých Jan Čelo z Čechovic. V roce 1576 byl v Nýdku postaven dřevěný evangelický kostel sv. Mikuláše, který byl v období protireformace roku 1654 zabrán katolíky.
V roce 1591 se Nýdek stal majetkem rodu Goczalkovských, a to až do roku 1792, kdy ho prodali Habsburkům, jmenovitě knížeti Albrechtovi. Tak se stal Nýdek součástí Těšínské komory, kterou po Albrechtovi spravoval v letech 1825-1847 arcikníže Karel, pak obec zdědil arcikníže Albrecht (1847-1896) a poslední z Habsburků arcikníže Bedřich. Po roce 1918 se ujímá majetku československý stát.
Základem obživy obyvatelstva bylo dlouhou dobu zemědělství a pastevectví. Největší rozvoj obce nastal v první polovině 19. století, kdy také významně vzrostl počet obyvatel. Příčinou byla zvýšená těžba železné rudy, jejíž ložiska zde byla objevena počátkem roku 1770. To byla jedna z příčin vzniku železáren v Ustroni v roku 1772. Rozvoj obce však nejvíce souvisí s železárnami v Třinci (Třinecké železárny). Dolování rudy (podle údajů z roku 1843 se v Nýdku vytěžilo 2170 centýřů železné rudy), kácení lesa, výroba dřevěného uhlí, doprava uhlí a rudy do Třince znamenaly velký růst obce. Po změně technologie výroby železa v roce 1865 začala většina obyvatel obce pracovat přímo v železárnách.Podle rakouského sčítání lidu v roce 1910 měl Nydek 1747 obyvatel, z toho 1 730 (99%) polsky a 17 (1%) německy mluvicích. Kontakt nýdeckých obyvatel s technologiemi a vzdělanými pracovníky oceláren vyústil v rychlejší civilizační pokrok než v jiných beskydských vesnicích, zejména v oblasti mechanizace zemědělství. Hospodářská krize v meziválečném období vyvolala v Nýdku nezaměstnanost. Nezaměstnaní začali pašovat z Polska celá stáda skotu, koní a prasat a v opačném směru nesli tuny průmyslového zboží, zejména obuvi.

## Obyvatelstvo
| Rok            | 1869  | 1880  | 1890  | 1900  | 1910  | 1921  | 1930  | 1950  | 1961  | 1970  | 1980  | 1991  | 2001  | 2011  | 2021  |
| -------------- | ----- | ----- | ----- | ----- | ----- | ----- | ----- | ----- | ----- | ----- | ----- | ----- | ----- | ----- | ----- |
| Počet obyvatel | 1 567 | 1 567 | 1 643 | 1 705 | 1 747 | 1 781 | 1 856 | 2 011 | 2 226 | 2 081 | 2 027 | 1 907 | 1 952 | 1 990 | 2 091 |
| Počet domů     | 190   | 217   | 232   | 226   | 234   | 238   | 265   | 327   | 376   | 427   | 428   | 519   | 543   | 586   | 634   |

Věková struktura obyvatel obce Nýdek roku 2011

## Obecní správa
Mezi lety 1869–1979 Nýdek byl obcí v okrese Těšín (1869–1900), poté v okrese Frýdek (1910–1930), poté v okrese Místek (1950) a později v okrese Frýdek-Místek. Od 1. ledna 1980 do 28. února 1990 patřil jako část obce k Bystřici a od 1. března 1990 je opět samostatnou obcí.

### Obecní symboly
Znak a vlajka byly obci uděleny rozhodnutím předsedy Poslanecké sněmovny Parlamentu České republiky dne 26. listopadu 1999.

## Turistika

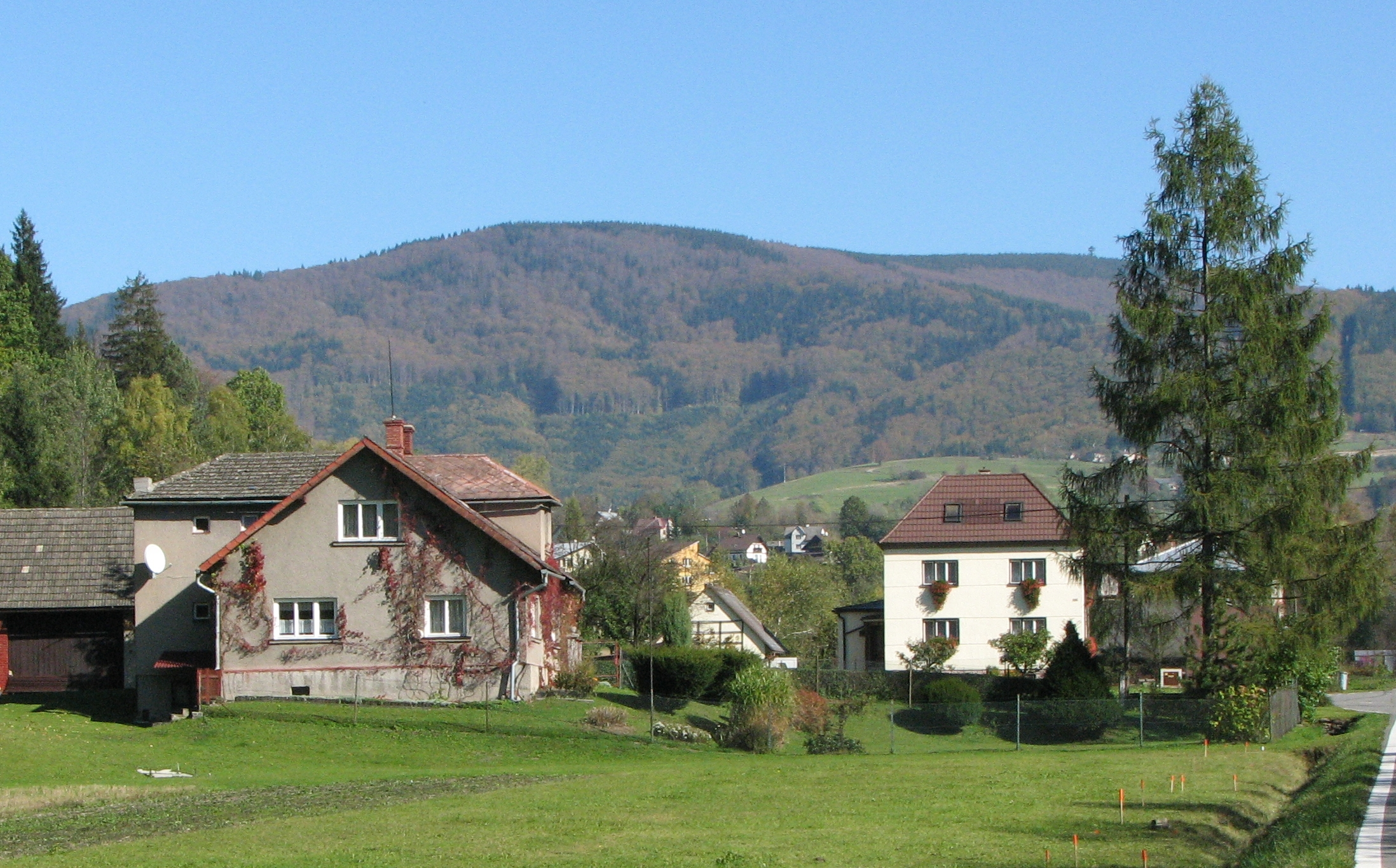
Velká Čantoryje

Vzhledem ke své poloze je Nýdek vyhledávanou obcí turistů nejen českých, ale i zahraničních, především polských. K rozvoji turismu rovněž přispělo otevření nové rozhledny na vrcholu bájné hory Velká Čantoryje (Slezské Beskydy), ke které se váže pověst o čantoryjských rytířích a která za příznivého počasí zajišťuje výhled od Tater, hluboko do vnitrozemí Polska i České republiky.
Rytířská stezka je 10,5 km dlouhá naučná stezka po Velké Čantoryji, která začíná i končí v Nýdku, a prochází velmi zajímavými a hodnotnými lokalitami tohoto horského komplexu. Obsahuje 7 zastavení, které jsou doplněny o informační tabule, na kterých jsou návštěvníci seznámeni s kolonizací Beskyd, místní faunou, flórou a rovněž bájnou legendou o spících rytířích v nitru hory.

## Ochrana přírody
V obci se nachází národní přírodní rezervace Čantoria, která je chráněná od 20.1.1988. Její výměra je cca 40 ha, leží v nadmořské výšce od 720 do 957 m. Z geologického hlediska má lokalita význam jako dokumentace godulského souvrství. Na lokalitě je chráněn pralesovitý porost smrku ztepilého, buku lesního a jedle bělokoré na kamenných sutích s nevyvinutou půdou.  Nalezneme zde také poslední exemplář původního tisu červeného a v jižní části rezervace je několik exemplářů javoru klenu. Tyto porosty leží v jedlobukovém a z části smrkobukovém lesním vegetačním stupni, v nichž jsou zastoupena všechna vývojová stádia.

## Pamětihodnosti
- Kostel svatého Mikuláše
- venkovská usedlost čp. 20
- venkovská usedlost čp. 111
- Lesní kostel Zakámen, místo tajných evangelických bohoslužeb v době protireformace, s památníkem Jiřího Třanovského
- Evangelická kaple z počátku 20. století
- 1 Památník obětem 2 světové války na stránkách ministerstva obrany Archivováno 9. 7. 2018 na Wayback Machine.
- 2 Památník obětem 2 světové války na stránkách ministerstva obrany Archivováno 9. 7. 2018 na Wayback Machine.
- Klauz Hluchová - vodní nádrž na potoku Hluchová, v minulosti byla používaná jako údolní splavovací nádrž.
- Jubilejní háj v Nýdku na Hluchové, 49°38′50″ s. š., 18°46′7″ v. d.

## Osobnosti
- Karel Cieślar, architekt
- Pavel Fizek, juniorský mistr světa ve skocích na lyžích 1977
- Aniela Kupcová (1920-2019), básnířka
- Ewa Milerska, (1915-1985), básnířka
- Anna Rucka (1903-1944), aktivistka, členka odboje, popravena v koncentračním táboře Auschwitz
- Jan Rusnok, publicista a historik
- Józef Szymeczek, historik a pedagog
- Rostislav Marosz, hokejista
- Bohdan Taska, český protestantský duchovní
- Pavel Taska (1909-2002), malíř - krajinář, z Hluchové (Nýdek)

## Fotogalerie

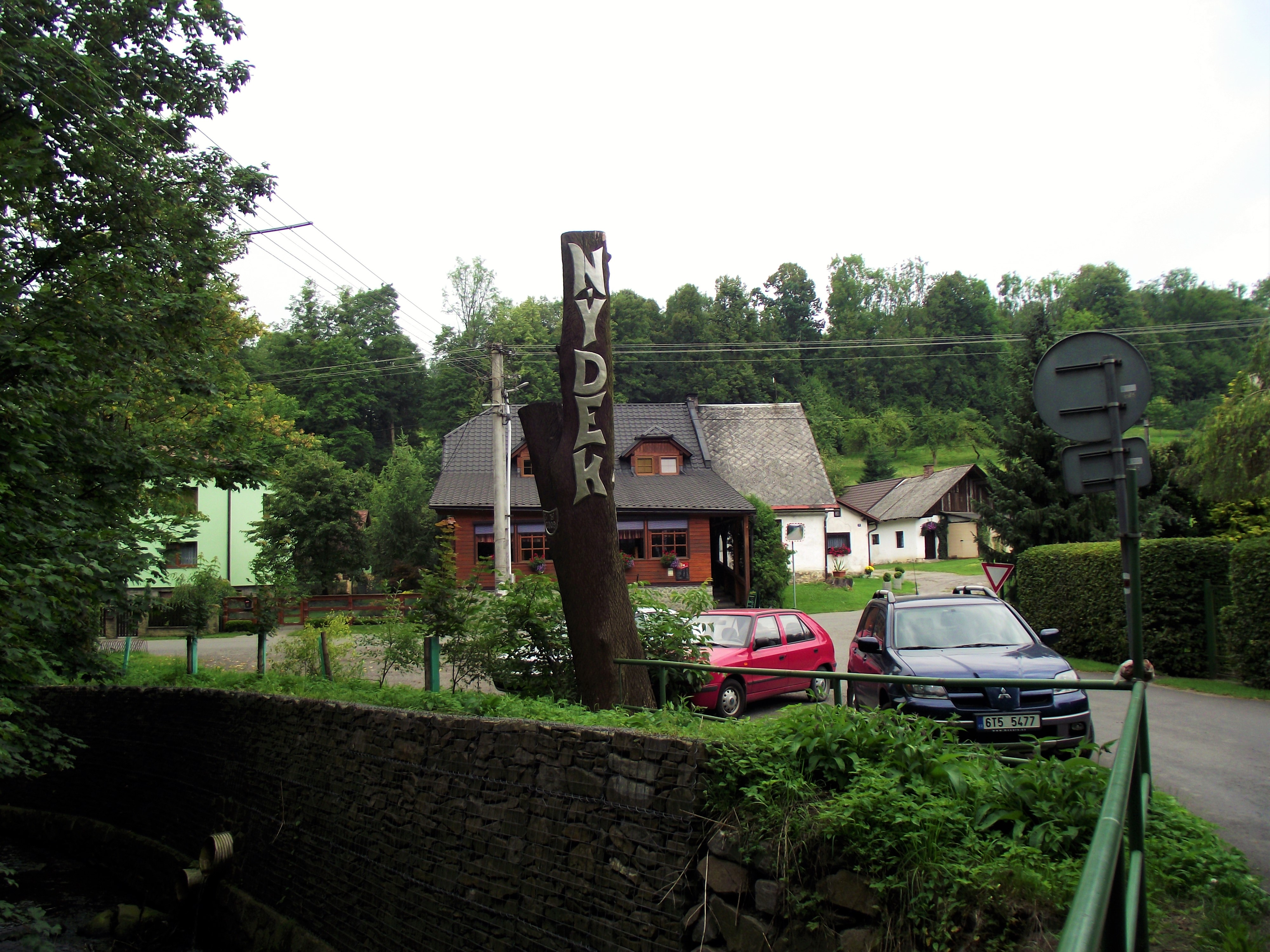
Počátek Rytířské stezky
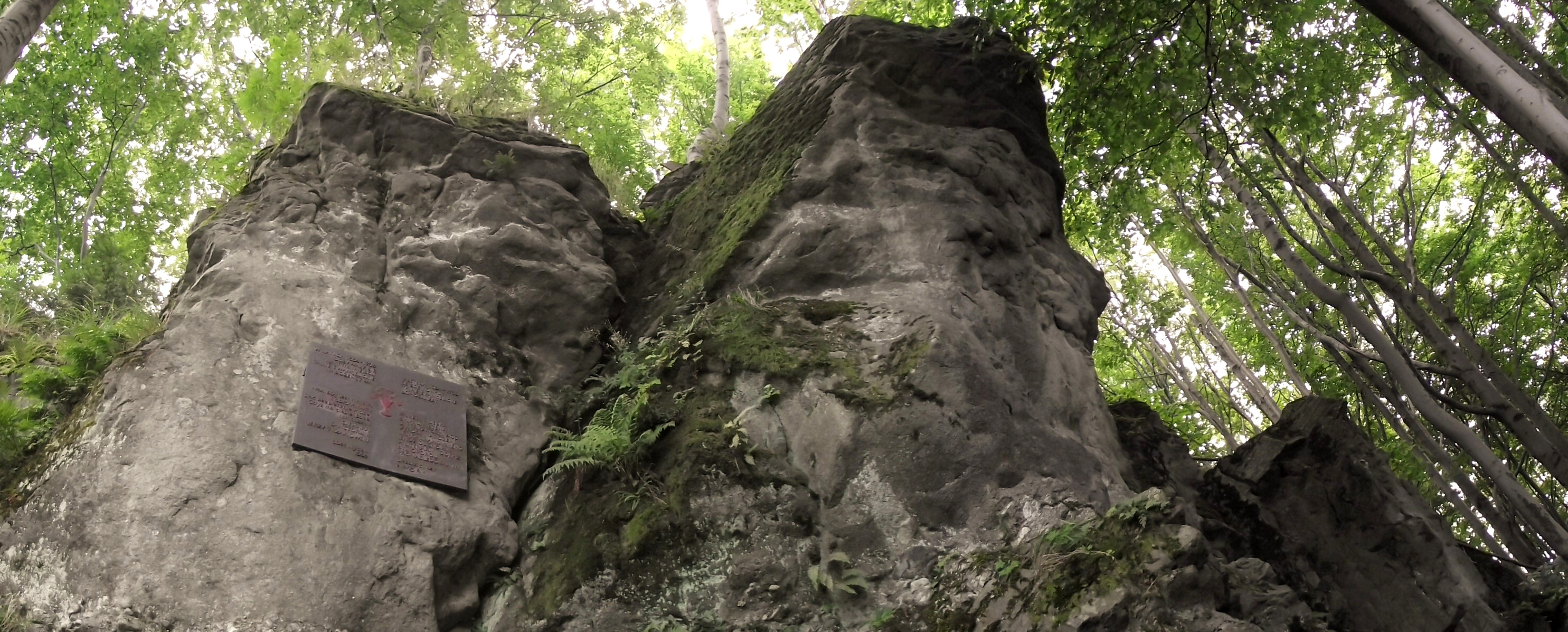
Lesní kostel Zakámen
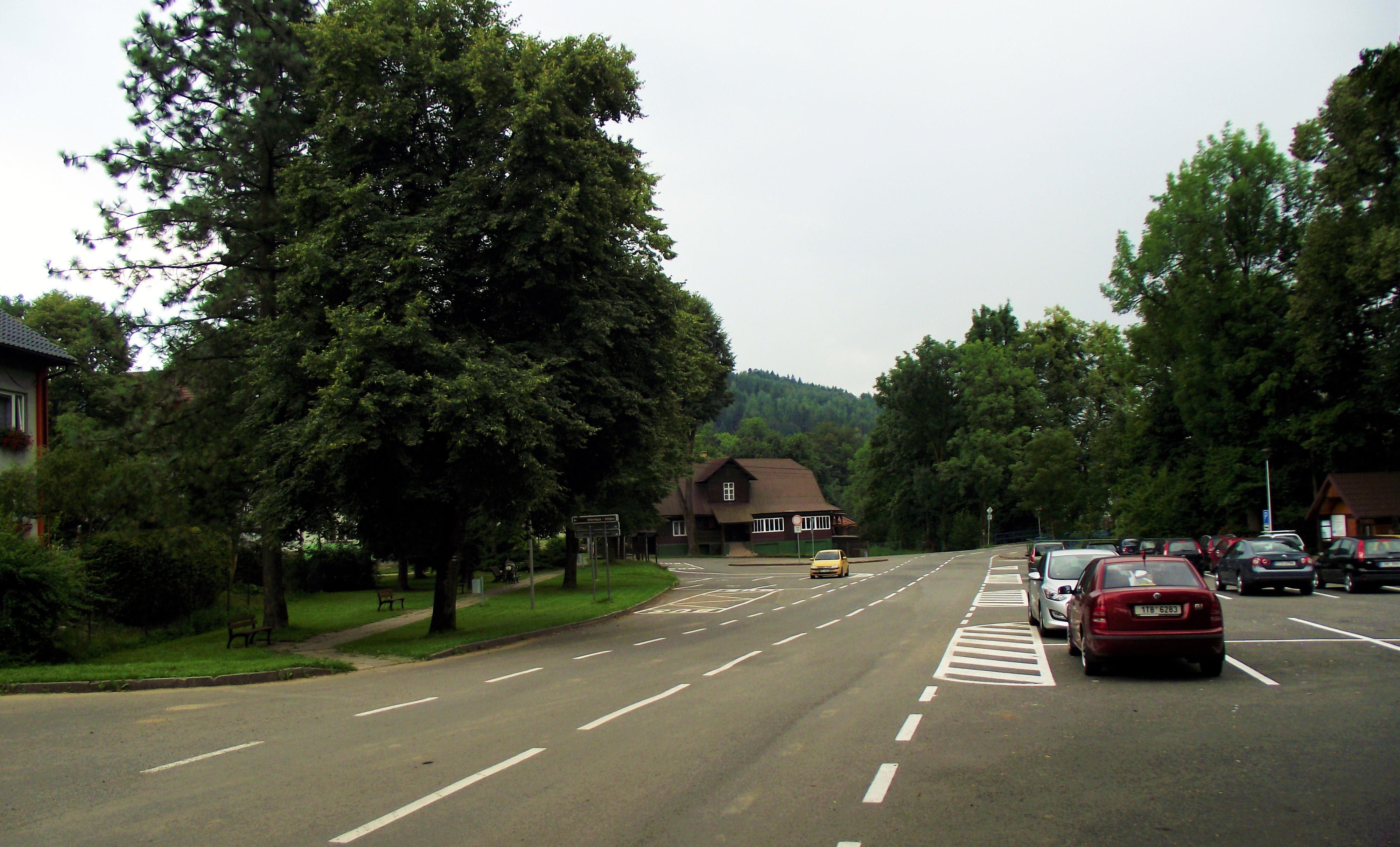
Nýdecké náměstí
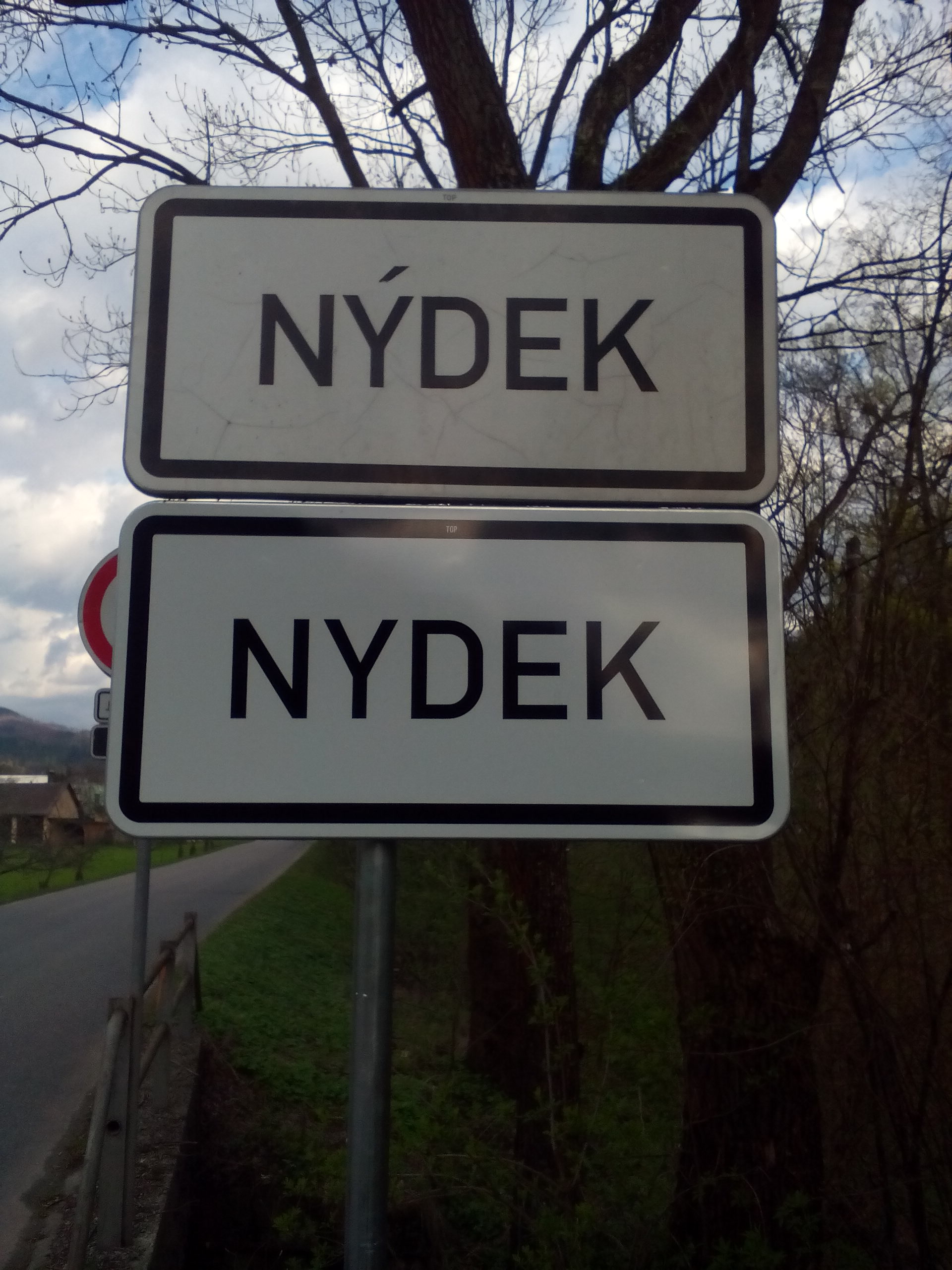
Dvojjazyčná cedule
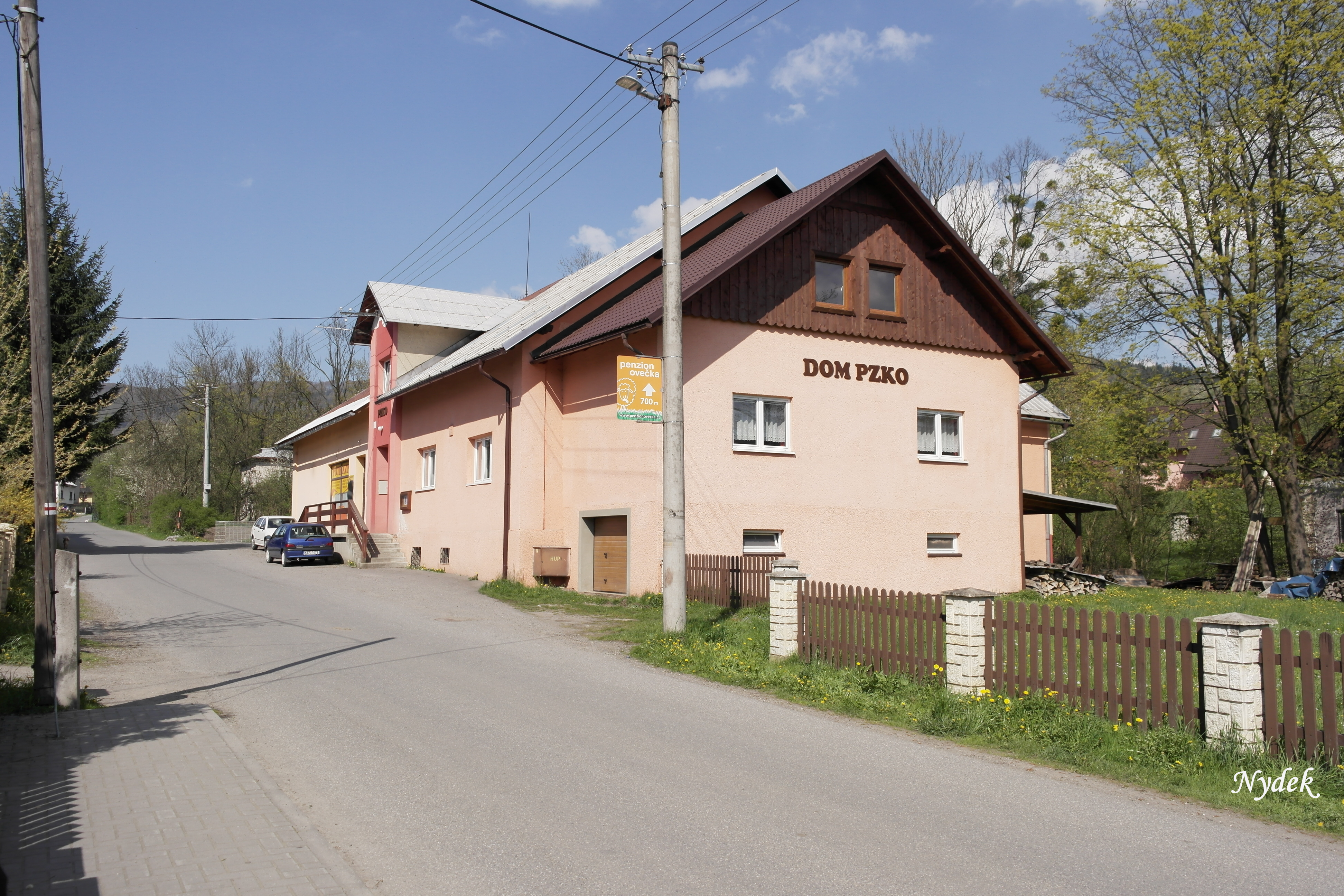
Dům PZKO v Nýdku
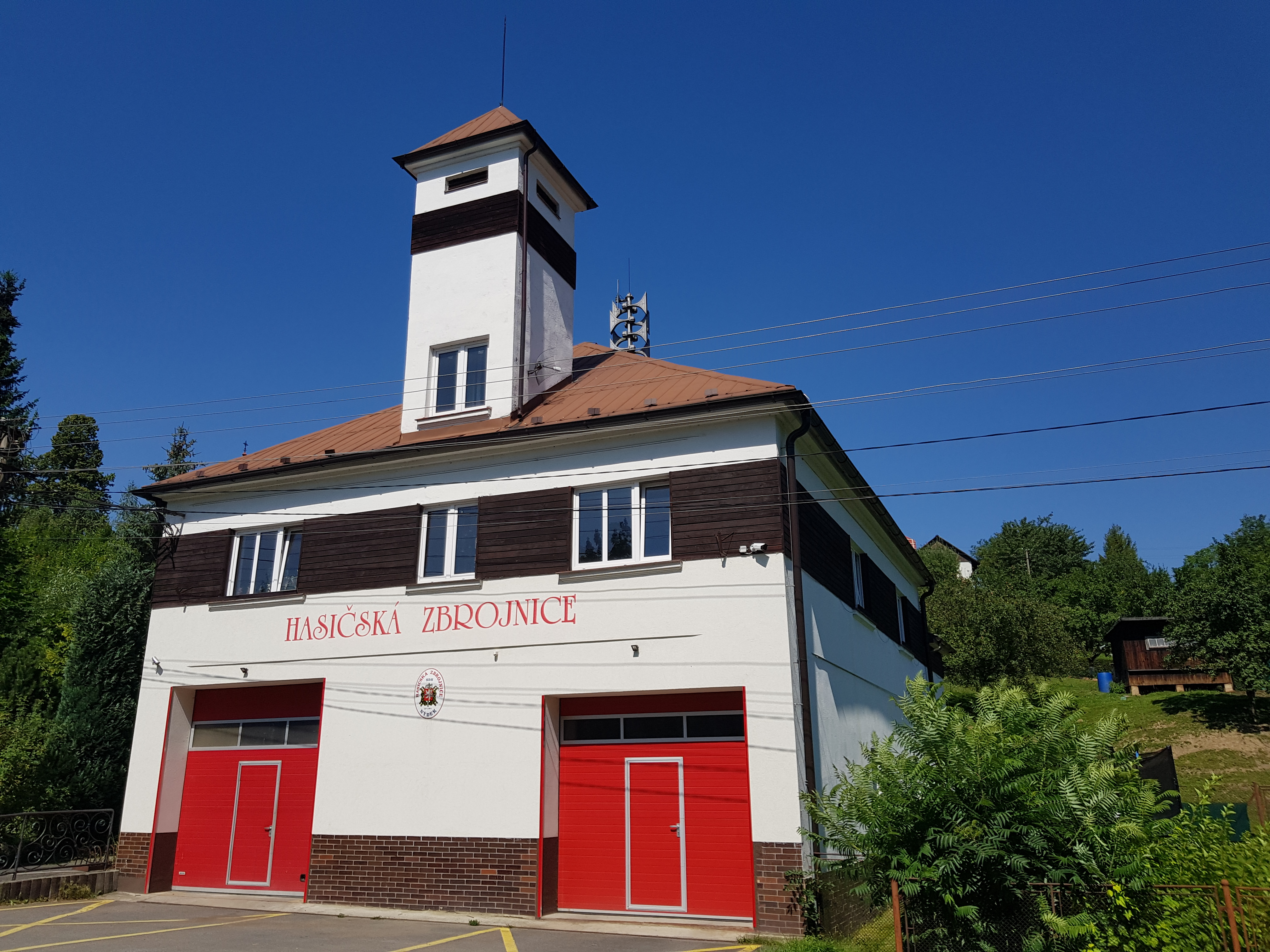
Hasičská zbrojnice